# The Twisted Trail
The Twisted Trail è un cortometraggio muto del 1910 diretto da David W. Griffith.

## Trama
Prima che Molly Hendricks parta per l'Est dove va a studiare, Bob Gorman decide di dichiararsi. Ma, anche se il signor Hendricks non è contento di questa relazione, continua a tenere alle sue dipendenze il mandriano, un ottimo elemento. Passato un anno, però, tra i due uomini avviene una discussione durante la quale Hendricks ha un mancamento e cade morto. Bob, accusato di omicidio, fugge sulle montagne, quelle stesse dove in quel momento sta passando Mary, di ritorno dall'Est. La ragazza, attaccata dagli indiani, viene salvata da Bob che decide di scortarla fino a casa anche se c'è il pericolo per lui di essere arrestato. Per fortuna, il medico legale scopre che la morte di Hendricks è dovuta a cause naturali, cosa che scagiona il giovane.

## Produzione
Il film fu prodotto dalla Biograph Company. Fu girato in California, nella Sierra Madre.

## Distribuzione
Distribuito dalla Biograph Company, il film - un cortometraggio in una bobina - uscì nelle sale cinematografiche statunitensi il 24 marzo 1910.